# Adalbert Pauldrach
Adalbert „Adi“ Wilhelm Alois Pauldrach (* 31. August 1958; † 25. April 2020) war ein deutscher Astrophysiker und Astronom.

## Leben und Wirken
Pauldrach studierte an der Ludwig-Maximilians-Universität München Physik und diplomierte, promovierte und habilitierte 1991 am damaligen Lehrstuhl Rolf-Peter Kudritzki der Universitäts-Sternwarte München. 1992 erhielt er den Gerhard-Hess-Preis. Er war international anerkannter Experte für Atmosphären und Winde von heißen Sternen.
Auf Researchgate, einem kommerziellen sozialen Netzwerk einer Wissenschaftsdatenbank für Forscher, sind 34 Publikationen von Adalbert W. Pauldrach gelistet.
Von 2014 bis 2020 war er Mitglied der Internationalen Astronomische Union (Division G, Sterne und Sternphysik; Division H, Interstellares Medium und Lokales Universum sowie Division J, Galaxien and Kosmologie).
Pauldrach war von 1985 bis 2000 an der Universitäts-Sternwarte München, die zur Fakultät für Physik der  Ludwig-Maximilians-Universität München gehört, als Wissenschaftler tätig. 1999 wurde er zum außerplanmäßigen Professor ernannt und war langjähriger Koordinator für den Master-Studiengang Astrophysik. Bei seinen Kollegen war er beliebt und als engagiert bekannt. Am 25. April 2020 starb Pauldrach nach kurzer, schwerer Krankheit im Alter von 61 Jahren und 238 Tagen.

## Werke (Auswahl)
- Dunkle kosmische Energie Das Rätsel der beschleunigten Expansion des Universums. Axel Springer SE, Berlin 2010, ISBN 978-3-8274-2480-8
- Das Dunkle Universum. Der Wettstreit Dunkler Materie und Dunkler Energie: Ist das Universum zum Sterben geboren?. Axel Springer SE, Berlin 2015, ISBN 978-3-642-55373-8
- Das Dunkle Universum. Der Wettstreit Dunkler Materie und Dunkler Energie: Ist das Universum zum Sterben geboren?; 2. Auflage. Axel Springer SE, Berlin 2017, ISBN 978-3-662-52916-4